# زیردریایی یو-۲۳۴۲
زیردریایی یو-۲۳۴۲ (به انگلیسی: German submarine U-2342) یک زیردریایی بود. این زیردریایی در سال ۱۹۴۴ ساخته شد.